# NGC 3768
NGC 3768 је лентикуларна галаксија у сазвежђу Лав која се налази на NGC листи објеката дубоког неба.
Деклинација објекта је + 17° 50' 22" а ректасцензија 11h 37m 14,4s. Привидна величина (магнитуда) објекта NGC 3768 износи 12,5 а фотографска магнитуда 13,5. NGC 3768 је још познат и под ознакама UGC 6589, MCG 3-30-24, CGCG 97-30, PGC 35968.